# شماره اتحادیه اروپا
شمارهٔ اتحادیهٔ اروپا یا (شمارهٔ EC) (انگلیسی: European Community number) یک شناسهٔ هفت رقمی منحصر به فرد است که توسط کمیسیون اروپا به مواد برای اهداف نظارتی در اتحادیه اروپا اختصاص داده شده‌است. فهرست موجودی EC شامل سه موجودی جداگانه: (فهرست اروپایی مواد شیمیایی تجاری موجود EINECS)، (فهرست اروپایی مواد شیمیایی گزارش شده ELINCS) و لیست ان‌ال‌پی: (No Longer Polymers) است.

## ساختار
شمارهٔ EC می‌تواند در شکل کلی به صورت: NNN-NNN-R نوشته شود که در آن R یک رقم چک است و N نشان دهندهٔ اعداد صحیح است. رقم چک با استفاده از روش ISBN محاسبه می‌شود. بر اساس این روش، رقم چک R معادل مجموع مدول ۱۱ زیر است:
{\displaystyle R=(N_{1}+2N_{2}+3N_{3}+4N_{4}+5N_{5}+6N_{6}){\bmod {1}}1}
اگر R باقیمانده برابر با 10 باشد، آن ترکیب ارقام برای یک عدد EC استفاده نمی‌شود. برای نشان دادن، عدد EC دگزامتازون 200-003-9 استفاده شده‌است.  N1 برابر 2, N2 تا N5. هستند 0, و N6 برابر 3 است. 
{\displaystyle {\frac {2+2\!\times \!0+3\!\times \!0+4\!\times \!0+5\!\times \!0+6\!\times \!3}{11}}={\frac {20}{11}}=1+{\frac {9}{11}}}